# Ноћ вештица 8: Ускрснуће
Ноћ вештица 8: Ускрснуће (енгл. Halloween: Resurrection) је амерички хорор филм из 2002. режисера Рика Розентала, који је такође режирао Ноћ вештица 2, са Бастом Рајмсом и Бјанком Кајлич у главним улогама. Филм је директан наставак на Ноћ вештица 7: Двадесет година касније и Џејми Ли Кертис се вратила у улогу Лори Строуд, коју Мајкл коначно убија на почетку филма.
Уз Ноћ вештица 3: Сезона вештице, који није имао никакве везе са осталим филмовима, ово је једини филм у коме се др Самјуел Лумис, главни протагониста франшизе, не појављује. То је само један од разлога зашто је овај филм по свим оценама критичара и публике, најлошији у целом серијалу. Rotten Tomatoes га је оценио са само 12%, а IMDb оценом 4,1/10, што је далеко горе од свих осталих филмова. Већина критичара се слаже у томе да би за франшизу било много боље да филм никада није ни направљен, пошто је због њега изгубила велики број обожавалаца.

## Радња
Након убистава на Хилкрест Академији, савладана грижом савести и истраумирана Лори Строуд затворена је у психијатријској установи након што је убила човека којег је побркала са својим убилачким братом Мајклом Мајерсом. Док две медицинске сестре разговарају о ономе што се догодило, ретроспекције откривају да је један медицински техничар нашао бесвесног Мајкла у школи, пре него што се он изненада освестио и напао болничара, здробивши му гркљан тако да овај није могао да говори. Мајкл је потом заменио одећу са онесвешћеним болничаром, напустио школски комплекс и побегао у шуму иза школе, док се Лори одвозила у болничком возилу у којем је веровала да се Мајкл налазио.
30. октобра 2001, након три године скривања, Мајкл се изнова појави да опет покуша да убије Лори, која је смештена у санаторијуму Грејс Андерсен. Очекујући његов долазак, Лори му постави замку. Убивши два стражара, Мајкл нападне и појури Лори ка крову установе, где њена замка упали и привремено онеспособи Мајкла. Међутим, Лорини страхови од тога да поново убије погрешну особу јачи су од ње и када она покуша да му скине маску да би потврдила његов идентитет, Мајкл је прободе и баци је са крова у смрт.
Годину дана касније студенти Сара Мојер, Бил Вудлејк, Дона Чанг, Џен Данзиг, Џим Морган и Руди Грајмс победе на аудицији за наступ у интернет-ријалитију "Дејнџертејнмент", чији су редитељи Фреди Харис и Нора Винстон. Студенти морају да преноће у Мајкловој старој напуштеној кући из детињства да би прокљувили шта га је то навело да убија. Међутим, док је постављао камере по кући припремајући се за шоу, камермана Чарлија убије Мајкл, који се вратио у Хадонфилд. На Ноћ вештица, опремљени камерама на главама, Сара, Бил, Дона, Џен, Џим и Руди уђу у кућу и раздвоје се на три групе у потрази за неким наговештајима. Док Сара шаље поруке пријатељима, Декард гледа уживо пренос током журке. Током потраге Мајкл се изненада појави и убије Била.
Дона и Џим открију зид испуњен лажним лешевима и схвате да је шоу намештаљка, пре него што Мајкл убије пређашњу. На журци Декард и остали присутни очевици су убиства, али само Декард схвати да је оно стварно. У међувремену Фреди уђе у кућу, обучен као Мајкл, како би преплашио такмичаре. За њим дође прави Мајкл, за кога он мисли да је Чарли. Када Руди, Сара и Џим затекну Фредија у Мајкловом костиму, он им открије шему и преклиње их да сарађују, рекавши им да ће сви бити добро плаћени ако шоу успе. Након што Фреди оде, тројац одлучи да скупе остатак својих пријатеља и оду. Џен затекне Билов леш, а Мајкл јој одруби главу пред Рудијем, Саром и Џимом, који убрзо схвате да то није Фреди. Мајкл потом убије Џима и Рудија пре него што појури за Саром на спрат.
Закључавши се у спаваћој соби, Сара преклиње Декарда да јој помогне. Када остали гости схвате да су сва убиства била стварна, Декард почне да шаље Сари поруке у којима је обавештава где се Мајкл налази да би јој помогао да га избегне. Сара налети на Фредија таман кад их Мајкл пронађе и убоде потоњег. Сара отрчи у тунеле и нађе излаз који води до гараже, где затекне Норино тело. Мајкл поново стигне и нападне Сару, али их Фреди, који је преживео рањавање, нађе и ступи у борбу са Мајклом док у гаражи избије пожар узрокован струјним ударом. Пошто погуби Мајкла струјом, Фреди однесе Сару на сигурно, остављајући Мајкла да умре у запаљеној гаражи. Касније Фредија и Сару интервјуише локална телевизија, током чега се Сара захвали Декарду што јој је спасио живот. У међувремену Мајкл је проглашен мртвим, а његово тело је одвезено у мртвачницу. Међутим, док се патолог спрема да прегледа његово тело, Мајкл се изненада освести.

## Улоге
| Глумац             | Улога              |
| ------------------ | ------------------ |
| Бред Лори          | Мајкл Мајерс       |
| Баста Рајмс        | Фреди Харис        |
| Бјанка Кајлич      | Сара Мојер         |
| Томај Ијан Николас | Бил Вудлејк        |
| Рајан Мериман      | Мил Декард Бартон  |
| Дајси Макракин     | Дона Чанг          |
| Лук Кирби          | Џим Морган         |
| Шон Патрик Томас   | Руди Гримс         |
| Тајра Бенкс        | Нора Винстон       |
| Џејми Ли Кертис    | Лори Строуд        |
| Лорена Гејл        | мед. сестра Велс   |
| Мариса Радјак      | мед. сестра Филипс |
| Бренк Чапман       | Фенклин Мунро      |
| Ден Џефри          | Вили Хејнс         |
| Гас Линч           | Харолд Трамбл      |
| Хејг Сатерленд     | Арон               |
| Бред Сихвон        | Чарли Албанс       |
| Рик Розентал       | проф. Микстер      |